# العلاقات الأسترالية الجنوب سودانية
العلاقات الأسترالية الجنوب سودانية هي العلاقات الثنائية التي تجمع بين أستراليا وجنوب السودان.

## مقارنة بين البلدين
هذه مقارنة عامة ومرجعية للدولتين:
| وجه المقارنة                                              | أستراليا                                   | جنوب السودان                  |
| --------------------------------------------------------- | ------------------------------------------ | ----------------------------- |
| المساحة (كم2)                                             | 7.69 مليون                                 | 619.75 ألف                    |
| عدد السكان (نسمة)                                         | 24.51 مليون                                | 12.58 مليون                   |
| الكثافة السكانية (ن./كم²)                                 | 3.19                                       | 20.3                          |
| العاصمة                                                   | كانبرا، ملبورن                             | جوبا                          |
| اللغة الرسمية                                             | لغة إنجليزية                               | لغة إنجليزية                  |
| العملة                                                    | دولار أسترالي، جنيه إسترليني، جنيه أسترالي | جنيه جنوب سوداني، جنيه سوداني |
| الناتج المحلي الإجمالي (بليون دولار)                      | 1.32 تريليون                               | 2.90 مليار                    |
| الناتج المحلي الإجمالي (تعادل القوة الشرائية) بليون دولار | 1.10 تريليون                               | 22.88 مليار                   |
| الناتج المحلي الإجمالي الاسمي للفرد دولار أمريكي          | 56.31 ألف                                  | 73                            |
| الناتج المحلي الإجمالي للفرد دولار أمريكي                 | 45.92 ألف                                  | 2.02 ألف                      |
| مؤشر التنمية البشرية                                      | 0.939                                      | 0.467                         |
| رمز المكالمات الدولي                                      | +61                                        | +211                          |
| رمز الإنترنت                                              | .au                                        | .ss                           |
| المنطقة الزمنية                                           |                                            | ت ع م+03:00                   |

## منظمات دولية مشتركة
يشترك البلدان في عضوية مجموعة من المنظمات الدولية، منها:
| علم المنظمة | اسم المنظمة                               | تاريخ انضمام أستراليا | تاريخ انضمام جنوب السودان |
| ----------- | ----------------------------------------- | --------------------- | ------------------------- |
|             | الاتحاد البريدي العالمي                   | ?                     | ?                         |
|             | يونسكو                                    | 4 نوفمبر 1946         | 27 أكتوبر 2011            |
|             | البنك الدولي للإنشاء والتعمير             | 5 أغسطس 1947          | 18 أبريل 2012             |
|             | وكالة ضمان الاستثمار متعدد الأطراف        | 10 فبراير 1999        | 18 أبريل 2012             |
|             | الاتحاد الدولي للاتصالات                  | 27 مايو 1878          | 3 أكتوبر 2011             |
|             | مؤسسة التمويل الدولية                     | 20 يوليو 1956         | 18 أبريل 2012             |
|             | منظمة الشرطة الجنائية الدولية             | ?                     | ?                         |
|             | الأمم المتحدة                             | 1 نوفمبر 1945         | 14 يوليو 2011             |
|             | مؤسسة التنمية الدولية                     | 24 سبتمبر 1960        | 18 أبريل 2012             |
|             | المركز الدولي لتسوية المنازعات الاستشارية | 1 يونيو 1991          | 18 مايو 2012              |

## أعلام
هذه قائمة لبعض الشخصيات التي تربطها علاقات بالبلدين:
- أتر ماجوك (لاعب كرة سلة أسترالي، 4 يوليو 1987 – )
- أدوت أكيش (25 ديسمبر 1999 – )
- أوير مابيل (لاعب كرة قدم أسترالي، 15 سبتمبر 1995[28] – )
- بيتر دينغ (لاعب كرة قدم جنوب سوداني، 12 يناير 1993[29] – )
- توماس دينغ (لاعب كرة قدم كيني، 20 مارس 1997 – )
- ثون ميكر (لاعب كرة سلة أسترالي، 25 فبراير 1997 – )
- جوزيف دينغ (7 يوليو 1998 – )
- داكي ثوت (23 أكتوبر 1995 – )
- رون تونغيك (لاعب كرة قدم أسترالي، 28 ديسمبر 1996[30] – )
- ماجوك دينغ (1 مارس 1993 – )

## وصلات خارجية
- موقع وزارة الخارجية الأسترالية
- موقع وزارة الخارجية الجنوب سودانية